# عملیات پای چوبین

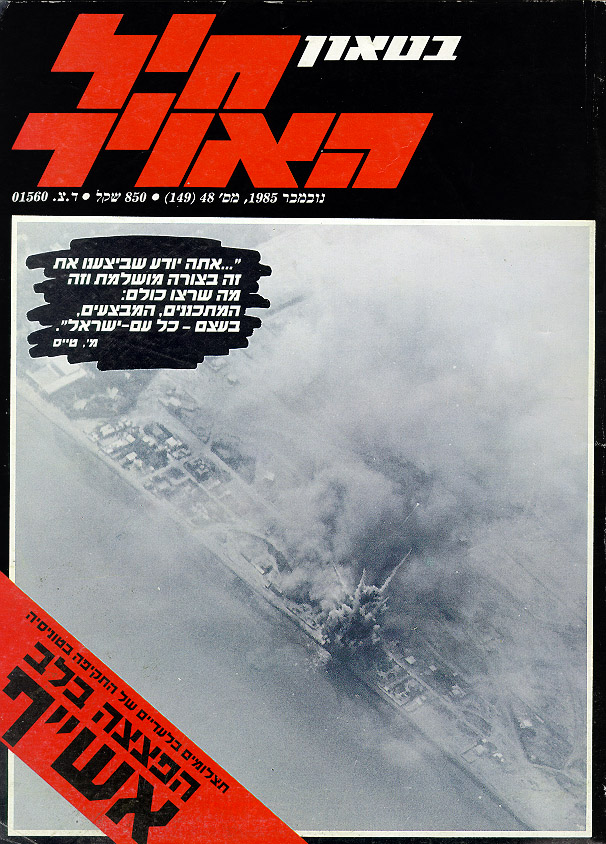
تصویری از لحظه حمله به ساختمان ساف در تونس که به وسیله کمک خلبان یکی از جنگنده‌های اسرائیلی گرفته شد.

عملیات پای چوبین (در عبری: מבצע רגל עץ) نام عملیات محرمانه‌ای بود که طی آن جنگنده‌های نیروی هوایی اسرائیل مقر مرکزی سازمان آزادی‌بخش فلسطین (ساف) در تونس را مورد حمله قرار دادند.

## چگونگی اجرای عملیات
این عملیات بزرگ که در تاریخ ۱ اکتبر ۱۹۸۵ انجام گرفت، طولانی‌ترین مسیر یک عملیات هوایی برای جنگنده‌های اسرائیلی به مسافت ۲۳۰۰ کیلومتر بود. این مسیر که به‌وسیله ۸ جنگنده اف-۱۵ استرایک ایگل و ۸ جنگنده اف-۱۶ فایتینگ فالکن انجام گرفت که اف۱۶ ها بارها مجبور به گرفتن بنزین بر روی هوا از تانکرهای یک بوئینگ ۷۰۷ متعلق به ارتش اسرائیل شدند.اما استرایک ایگل ها توانستند بدون سوخت گیری عملیات را انجام دهند

## سرانجام
عملیات پای چوبین با موفقیت نسبی همراه بود زیرا با وجود موفقیت نظامی در منهدم کردن مرکز سازمان آزادی‌بخش فلسطین و کشته شدن بیش از ۶۰ عضو سازمان آزادی‌بخش فلسطین در بمباران نیروی هوایی اسرائیل، یاسر عرفات و دستیاران ارشدش در آن هنگام در ساختمان حضور نداشتند و زنده ماندند.
در این عملیات هیچگونه خسارتی به جنگنده‌ها و خلبانان نیروی هوایی اسرائیل وارد نیامد و هدف عملیات نیز به‌طور کامل منهدم گردید.

## واکنش‌های بین‌المللی
بمباران ساختمان مرکزی سازمان آزادی‌بخش فلسطین در تونس دستمایه محکومیتهای بین‌الملی و انتقادات هم‌پیمانان اسرائیل از جمله ایالات متحده آمریکا شد.